# 槐荫区
槐荫区是中国山东省济南市的市辖区，地处济南市近郊。區人民政府駐興福街道經十路29851號。
槐蔭歷史悠久，境內田家莊遺址、祝阿古城遺址、彭家莊遺址、擔山屯元代石刻等古遺址，其中田家莊遺址為濟南地區發現最早的文化遺址。

## 历史
明代以前，槐荫区是以盘龙庄为主的一片村落。明万历年间（1573年）改称大槐树庄。清末（1904年）济南开辟商埠后，逐步形成城市居民区。1955年，正式定名为槐荫区。

## 人口
根據第七次全国人口普查主要数据公布如下： 全区常住人口675048人，与2010年第六次全国人口普查的476811人相比，十年共增加198237人，增长41.58%，年平均增长率为3.54%。全区共有家庭户241965户，集体户13203户，家庭户人口为638564人，集体户人口为36484人。

## 行政区划
槐荫区下辖16个街道办事处：
振兴街街道、中大槐树街道、道德街街道、西市场街道、五里沟街道、营市街街道、青年公园街道、南辛庄街道、段店北路街道、张庄路街道、匡山街道、美里湖街道、腊山街道、兴福街道、玉清湖街道和吴家堡街道。

## 自然条件
槐荫区位于济南市西部。总面积151平方公里，人口约为34.59万人。地貌分为堆积平原和剥蚀丘陵两种类型。主要河流有黄河、小清河、五符河。气候属暖温带大陆性季风气候。

## 社会经济
1995年，槐荫区实现工业生产总值26.17亿元。近些年全区优化结构，调整布局，开发扩建了一些企业。
在农业方面以畜牧、水产、林果、蔬菜、种植、养殖为重点的农业综合开发。

## 名胜古迹
槐荫公园、“四·五”烈士纪念碑等。